# Piscina comunale Paolo Costoli
La piscina comunale Paolo Costoli è un impianto sportivo di Firenze sito in piazza Enrico Berlinguer nº2, zona di Campo di Marte.

## Storia
L'impianto è stato realizzato a partire dal 1967, grazie a finanziamenti del CONI, su interessamento del Comune di Firenze e del Centro per lo Sviluppo Economico, Turistico e Sportivo, ente privato nato a Firenze dopo l'alluvione del 1966, per supportare la candidatura di Firenze ad ospitare le olimpiadi del 1976.
Il progetto originale degli architetti Alberto Paoli e Francesco Tiezzi prevedeva che fosse affiancata alle tre vasche scoperte una grande piscina coperta, che nelle intenzioni dei promotori sarebbe risultata fra le più grandi d'Europa. La piscina sarebbe stata intitolata al nuotatore e pallanuotista fiorentino Paolo Costoli che un anno prima aveva perso la vita in un tragico incidente aereo in Germania.
Ritirata la candidatura per i giochi olimpici, assegnati poi a Montréal, si interruppe l'afflusso di fondi e venne meno l'esigenza di completare un'opera fin troppo faraonica per una città delle dimensioni di Firenze. Si decise pertanto di ricavare dalla struttura della piscina coperta un Palazzetto dello Sport, ora denominato Nelson Mandela Forum

## Descrizione

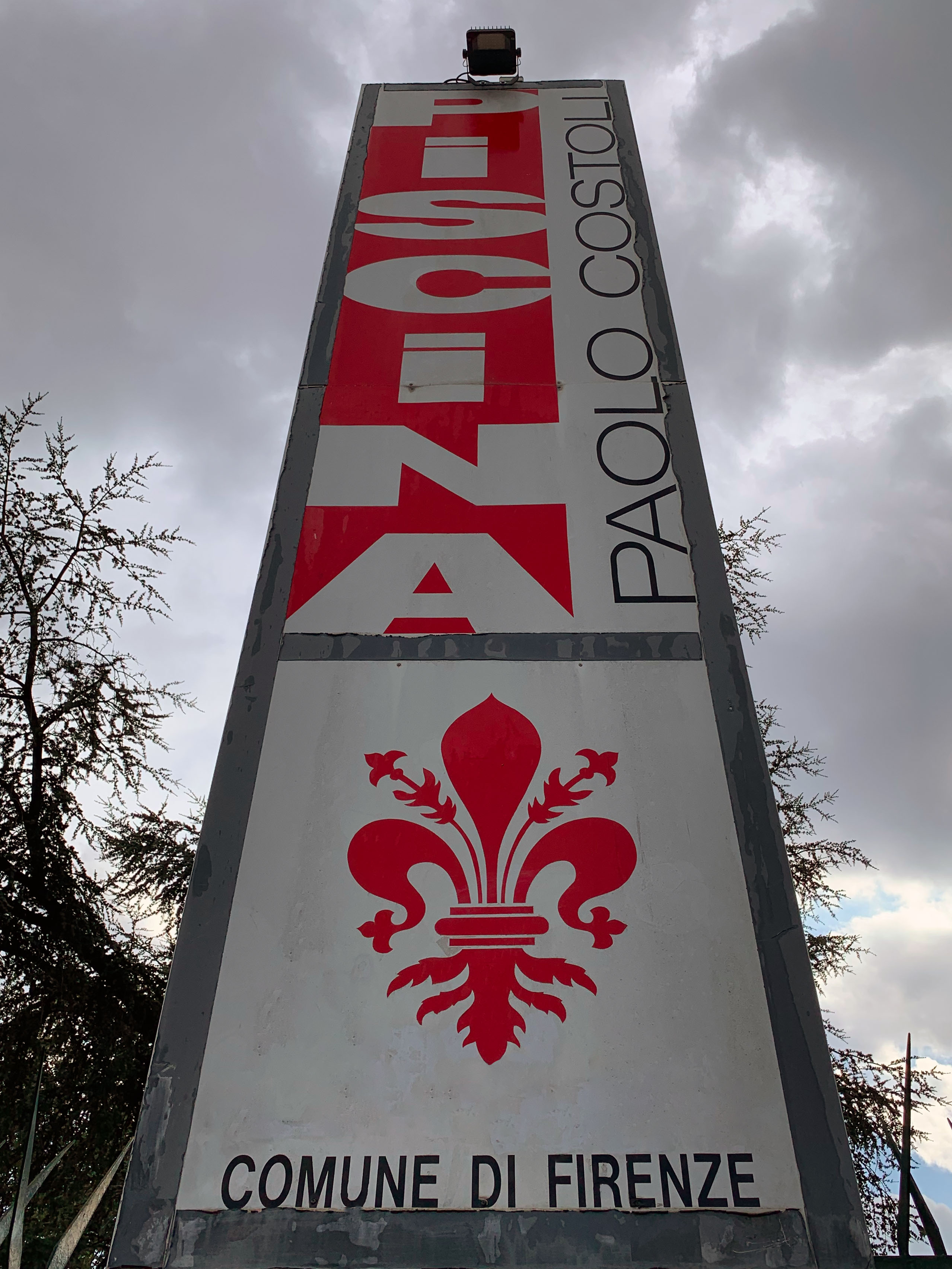
L'ingresso dell'impianto

L'impianto, di proprietà del Comune di Firenze, sorge in un parco all'interno dell'area dei giardini di Campo di Marte, ed è fornito di una vasca olimpica di 25 x 50 metri (profondità 2,15 m).In realtà la vasca è lunga 52 metri con un pontone semovibile di 2x25 metri che rende possibile la divisione in due vasche nel periodo invernale. La piscina è affiancata da una grande tribuna a gradoni di cemento (lato nord ovest); una vasca per tuffi di 25 x 18 metri (profondità 5 m), con annessi trampolini e piattaforma in cemento armato; una terza vasca, per bambini, anch'essa di 25 x 18 metri (profondità da 0 fino a 1,30 m).
A differenza delle altre piscine comunali a Firenze che sono state affidate in gestione a varie società sportive, la piscina Costoli è l'unica che ancora il Comune gestisce autonomamente.
Durante il periodo invernale le vasche sono coperte da 4 palloni pressostatici ed adibite a nuoto libero, nuoto agonistico, attività subacquee, pallanuoto. Nel periodo estivo, in genere dal 1º giugno a fine agosto, l'intero impianto è a cielo aperto, destinato alla balneazione ricreativa e, la sera, a corsi di aquagym.
Fino al 1997 vi era una quarta vasca scoperta, attrezzata con quattro acquascivoli, poi smantellata per fare una piscina coperta di m. 25.
Nel 2007, in corrispondenza della centrale termica e di filtrazione delle acque, è stata costruita una palestra per la scherma, inaugurata nel 2008.
Nel 2010 è stata inaugurata una nuova piscina chiamata Costolina, adiacente al parco della piscina Costoli ma con accesso da viale Malta. Al finanziamento hanno partecipato diversi soggetti insieme al Comune di Firenze. È gestita dalla UISP.

## Manifestazioni internazionali recenti
La felice posizione dell'impianto all'interno della città, a breve distanza dalla stazione ferroviaria di Campo di Marte, la presenza di ampie zone di parcheggio nei piazzali circostanti, la grande capienza della tribuna e la possibilità di utilizzo delle strutture annesse al Nelson Mandela Forum hanno fatto sì che negli ultimi anni la piscina Costoli potesse ospitare varie manifestazioni internazionali di sport acquatici.

### Pallanuoto
Nel 2011, dal 19 al 26 giugno, vi si è tenuta la fase finale della FINA Water Polo World League 2011 (maschile) cui hanno partecipato le nazionali di Australia, Canada, Cina, Croazia, Italia, Montenegro, Serbia e U.S.A. L'Italia si è classificata seconda, dopo aver perso in finale dalla Serbia 8-7.
Nel 1999 ha ospitato il torneo maschile dei XXIV Campionati Europei di Pallanuoto, i primi realizzati dalla LEN separatamente dai Campionati europei di nuoto, con grande successo di pubblico. Nella circostanza sono state ammodernate le strutture, con nuovi spogliatoi e il rifacimento del piano vasca.

### Nuoto
Nel 2007 nell'impianto si è tenuto il primo "Firenze International Master Meet", campionato di nuoto a cui hanno partecipato più di 600 atleti provenienti da 19 nazioni. La seconda edizione del meeting si è svolta nel maggio 2009, con la partecipazione di oltre 600 atleti di età compresa tra i 25 e i 90 anni, in rappresentanza di oltre 100 società di nuoto e 20 nazioni straniere.

### Rugby subacqueo
A partire dal 2001 nell'impianto si svolge con cadenza annuale il "Torneo Internazionale di Rugby Subacqueo - Città di Firenze", denominato successivamente Firenze Cup a cui partecipano squadre di club provenienti da vari paesi d'Europa. Nel 2003 e nel 2008 si è qui disputata la fase finale del campionato italiano della disciplina. Nel maggio 2010 si è disputato il campionato europeo di rugby subacqueo a cui hanno partecipato le nazionali maschili e femminili di Germania, Norvegia, Italia, Austria, Svizzera, Repubblica Ceca e Danimarca.